# 리딤
리딤은 상쾌하고 다이나믹한 무드를 지향하는 5인조 애시드 팝 밴드이다. 밴드명 'Riddim'은 영어 단어인 'Rhythm'에서 변형된 단어로, 탄탄한 그루브를 만들고자 하는 의도가 숨어 있다.
2008년 11월에 현재의 라인업으로 결성되어 2009년 7월 첫 번째 EP On The Terrace를 발매하였다. 앞으로의 계획은 척박한 씬에서 오래오래 살아남아 멋진 밴드가 되는 것이다.

## 멤버 소개
- Lily Vaughan(김예원) - 파트는 키보드,밴드 결성의 계기를 만들었다.
- 안기만 - 파트는 기타, 현재 밴드의 리더
- 박흥식 - 파트는 드럼
- 봉준경 - 파트는 베이스 기타
- 신유미 - 파트는 보컬

## 각종 활동

### EP: On The Terrace (2009)
1. Just Let It Go
2. Cheer Up
3. Stand By Dreams
4. 우리는 아직
5. Just Let It Go (inst.)
6. cheer Up (inst.)

### 미발표곡[3]
- All Night Music
- Nasty World

### 기타 활동
- EP 수록곡 중 Cheer Up, 네이버 웹툰 구름의 노래(호랑/2009~2010) 6화 '에피소드 1 가연의 이야기 - Smile Again' BGM 등록
- 2009 나이키 락앤런 휴먼레이스 공연 출장 및 컴필레이션 앨범 참여
- 2010 부천 국제 판타스틱 영화제 무브먼트 거리 아티스트 선정[4]
- 2011 네이버 웹툰 오렌지 마말레이드(석우/2011~ ) 8화 '날 꺼내줘' - '날 꺼내줘' BGM 등록